# 김상용 (1561년)
김상용(金尙容, 1561년 출생 ~ 1637년 2월 16일(음력 1월 22일) 서거)은 조선시대 중·후기의 관료로 선조 때 문과에 급제하여 관작은 보국숭록대부 의정부우의정, 판돈녕부사에 이르렀고, 병자호란 때 강화도가 함락되자 문루에 화약을 쌓고 불을 붙여 자분(自焚) 순절하였다. 자는 경택(景擇), 호는 선원(仙源)·풍계(楓溪)·계옹(溪翁), 시호는 문충(文忠), 본관은 안동(安東)이다. 1614년(광해군 6년) 8월 27일 위성원종공신 1등(衛聖原從功臣)에 책록되었다. 조선의 왕비인 인선왕후 장씨의 외할아버지이다.

## 생애

### 생애 초반
외할아버지 좌의정 임당 정유길이 살고 있던 서울의 수진방(현 수송동·청진동)에서 태어났다. 김상용은 어려서부터 책읽기를 좋아하였으며, 행동이 단정하고 법도에 맞아 주위에서는 장차 큰 인물이 될 것이라 칭찬하였다고 한다. 16세 때 영의정 권철(도원수 권율의 아버지)의 손녀와 혼인해 3남3녀를 두었고, 권씨 사후 사계 김장생의 누이를 얻어 1남4녀를 두었다.
성인이 되자 스스로 호를 지어 선원(仙源)이라고 불렀으며, 또 풍계(楓溪)라는 호도 지어 별호로 썼다.

### 과거 급제와 관료 생활
1582년(선조 15) 진사(進士)가 되고, 1590년 증광문과에 급제하여 검열(檢閱)에 등용되었다. 그 뒤 좌의정 정철(鄭徹), 판서 김찬(金瓚)의 종사관으로 있었다. 병조좌랑, 응교 등을 역임하고, 1592년 임진왜란때에는 처삼촌 도원수 권율을 따라 호남·영남 지방을 왕래했으며, 정유재란이 종결되면서 1598년 승지로 등용되고, 그해 겨울 명나라에 사신이 파견되자 성절사(聖節使)가 되어 연경에 다녀왔다. 대사성(大司成)을 거쳐 외보로 정주목사, 상주목사를 역임하였다.
아무리 광해군의 가까운 인척이었음에도 순전히 권세에는 관심이 없었다. 광해군 때 한성부판윤·호조참판·승정원도승지·지의금부사·사헌부대사헌·지의금부사·형조판서·지중추부사 등을 지냈으나 '폐모론'에는 관여하지 않았으며, 도총관과 지중추부사를 지내는 동안 인목대비가 폐비되자 벼슬을 버리고 강원도 원주(原州)로 낙향했다.
1614년(광해군 6년) 8월 27일 위성원종공신 1등(衛聖原從功臣)에 책록되었다.
이후 학문 연구와 후학 양성에 치중하여 임시정(林時定) 등의 문하생을 배출했다.
1623년 인조반정 이후 다시 부름을 받고 관직에 나갔다. 이후 김상용은 집권당인 서인(西人)의 한 사람으로 판돈령부사를 거쳐 인조 즉위후 예조·이조의 판서를 역임하고, 1626년 3월 좌참찬에 제수되고 다시 이조판서를 거쳐 1627년 정묘호란 때는 유도대장(留都大將)으로 임명되었다. 그 뒤 1628년 판의금부사, 이조판서, 1629년 예조판서 등을 거쳐 우의정이 되었다. 1630년 기로소(耆老所)에 들어가 노령으로 치사(致仕)하고 관직을 사퇴하려고 하였으나, 허락되지 않았다. 1631년 다시 치사를 청하였으나 불허되었고, 예조판서와 이조판서를 지냈다. 32년 우의정에 임명되자 거듭 사퇴하여 허락받았다. 1635년 우의정을 사퇴하고 영돈령부사로 전임되었다.
1636년 판돈녕부사가 되어 그해 8월 노령을 이유로 사퇴를 청하였으나 왕이 윤허하지 않았다.

### 병자호란과 사망
병자호란 때 세자빈과 원손 등 왕족을 모시고 강화도에 건너갔으나 적병이 강화성으로 쳐들어와 함락당하게 되자, 화약에 불을 질러 자분순절하였다. 문장에 뛰어났으며 명신으로 알려져 있다. 저서에 《선원유고》 등이 있다.
그의 묘 옆에는 서손(庶孫) 김수전(金壽全)의 묘가 있다. 김상용의 죽음에 대해 그가 순절한 것이 아니라 종에게 자기 옷을 입히고 숨어 있던 중에 담배를 피우다가 화약에 불이 붙어 폭사한 것이라는 주장도 존재했는데, 김상용의 아들들은 김상용이 실수가 아닌 순절을 한 것이라 주장하며 당시 13세였던 김수전이 순절하는 할아버지를 따라 죽겠다고 간청해 불에 뛰어들었다고 주장했다. 할아버지에 대한 존경심과 갸륵한 효심을 기려 사후에도 할아버지와 함께할 수 있도록 할아버지 김상용의 묘 옆에 그의 묘를 안장하였다고 한다. 한편 묘역 입구의 충효각에는 김상용의 충신정려와, 숙종 때 예조판서 민진후의 주창으로 세워진 김수전의 효자정려가 모셔져 있다.
글씨에 뛰어났는데, 그 서체는 이왕체(二王體:왕희지와 왕헌지의 글씨체)를 본뜨고 전(篆)은 중체(衆體)를 겸하였으며, 시조로 유고(遺稿)에 《오륜가(五倫歌)》(5편) 《훈계자손가(訓戒子孫歌)》(9편) 등이 있고, 그 밖에도 《가곡원류(歌曲源流)》 등에 여러 편의 시조가 실려 있다.

## 사후
사후 증 대광보국숭록대부 의정부영의정에 추증되었다. 인천의 충렬사(忠烈祠), 양주(楊州)의 석실서원(石室書院), 상주(尙州)의 서산서원(西山書院), 안변(安邊)의 옥동서원(玉洞書院), 정주(定州)의 봉명서원(鳳鳴書院), 정평(定平)의 모현사(慕賢祠) 등에 배향되었다. 1758년 영조의 특별명령으로 의정부영의정이 증직 추서되었다.
《김상용선생묘》는 경기도 남양주시 와부읍 덕소리 산6번지에 있다. 부인 안동 권씨와의 합장묘인데, 묘 앞에는 묘비·상석·향로석이 있고 좌우로는 망주석과 문인석이 각 1쌍씩 배열되어 있다. 신도비(神道碑:왕이나 고관 등의 평생 업적을 기리기 위해 무덤 근처 길가에 세운 비)는 묘역 입구 약 50m 지점에 위치하고 있는데, 비문은 아우인 김상헌이 짓고 유시정이 글을 써서 인조 25년(1647)에 세운 것이다. 1987년 2월 12일 경기도의 기념물 제99호로 지정되었다.

## 저서 및 작품
저서
- 《선원유고(仙源遺稿)》
- 《독례수초(讀禮隨抄)》

작품
- 숭인전비(崇仁殿碑)의 전액(篆額)
- 군수 장인정비(郡守張麟禎碑)의 전액(篆額)

## 가계
- 조부 : 김생해(金生海, 1512 ~ 1558)
- 조모 : 이연환(李連環, 1510 ~ ?)[6]
  - 부친 : 김극효(金克孝, 1542 ~ 1618)
- 외조부 : 정유길(鄭惟吉, 1515 ~ 1588)
- 외조모 : 원대은개(元大隱介, 1514 ~ ?)
  - 모친 : 정말정(鄭末貞, 1542 ~ ?)[7]
    - 남동생 : 김상관(金尙寬, 1566 ~ 1621)
    - 남동생 : 김상건(金尙蹇, 1567 ~ ?)
    - 남동생 : 김상헌(金尙憲, 1570 ~ 1652) - 큰아버지 김대효(金大孝)의 양자로 출계
    - 남동생 : 김상복(金尙宓, 1573 ~ 1652)
    - 정부인 : 권개(權愷)[8]의 딸 안동 권씨
      - 장남 : 김광경(金光烱, 1577 ~ ?)
      - 며느리 : 이헌심(李獻諶)의 딸 전주 이씨
        - 손자 : 김수창(金壽昌, 1599 ~ 1680)[9]

      - 차남 : 김광환(金光煥, 1579 ~ 1642)
      - 며느리 : 이철(李鐵)의 딸 숙부인 이계선(李桂仙, 1579 ~ ?)
        - 손자 : 김수홍(金壽弘, 1601 ~ 1681)

      - 장녀 : 김정순(金正順, 1582 ~ ?)
      - 사위 : 의령 남씨 남호학(南好學, 1585 ~ ?)
        - 외손자 : 남노성(南老星, 1603 ~ 1667)
        - 외손녀 : 남영일(南榮一, 1607 ~ ?)
        - 외손녀 : 남정일(南貞一, 1617 ~ ?)
        - 외손녀 : 남종일(南終一, 1624 ~ ?)

      - 3남 : 김광현(金光炫, 1584 ~ 1647)
      - 며느리 : 심률(沈慄)의 딸 청송 심씨
        - 손녀 : 김진영(金震英, 1601 ~ ?)
        - 손녀 : 김혜영(金惠英, 1604 ~ ?)
        - 손자 : 김수인(金壽仁, 1608 ~ 1660)[10]
        - 손녀 : 김해영(金解英, 1611 ~ ?)
        - 손녀 : 김일영(金一英, 1615 ~ ?)[11]
        - 손녀 : 김이영(金二英, 1620 ~ ?)
        - 손자 : 김수민(金壽民, 1623 ~ 1652)
        - 손자 : 김수빈(金壽賓, 1626 ~ 1676)[12]

      - 차녀 : 영가부부인 김이순(永嘉府夫人 金二順, 1587 ~ 1654)
      - 사위 : 신풍부원군 장유(新豊府院君 張維, 1587 ~ 1638)
        - 외손자 : 장선징(張善澂, 1614 ~ 1678)
        - 외손녀 : 덕수 장씨
        - 외손녀 : 인선왕후(仁宣王后, 1619 ~ 1674)

      - 3녀 : 김계순(金季順, 1590 ~ ?)
      - 사위 : 여주 이씨 이이성(李以省, 1591 ~ ?)
        - 외손녀 : 이진일(李眞一, 1616 ~ ?)
        - 외손녀 : 이소일(李昭一, 1628 ~ ?)
        - 외손녀 : 이응(李應, 1631 ~ ?)
        - 양외손자 : 이만징(李萬徵, 1628 ~ ?)

    - 측실 : 김종생(金終生, 1583 ~ ?) - 김계휘(金繼輝)의 서차녀
      - 서장남 : 동원군(東原君) 김광소(金光熽, 1597 ~ ?)[13]
        - 서손녀 : 김계영(金桂英, 1617 ~ ?)
        - 서손녀 : 김완(金婉, 1622 ~ ?)
        - 서손녀 : 김만(金晚, 1628 ~ ?)
        - 서손녀 : 김계만(金季晚, 1633 ~ ?)
        - 서손자 : 김수장(金壽長, 1642 ~ ?)

      - 서장녀 : 김영순(金英順, 1602 ~ ?) - 청주 한씨 한인급(韓仁及)의 첩
      - 서차녀 : 김애순(金愛順, 1605 ~ ?)
      - 사위 : 전의 이씨 이응인(李應寅)
        - 서외손녀 : 이예일(李禮一, 1621 ~ ?)
        - 서외손자 : 이지장(李枝長, 1623 ~ ?)
        - 서외손녀 : 이민일(李敏一, 1625 ~ ?)
        - 서외손녀 : 이수일(李守一, 1628 ~ ?)
        - 서외손녀 : 이준일(李俊一, 1632 ~ ?)
        - 서외손자 : 이지원(李枝遠, 1636 ~ ?)

      - 서3녀 : 김임순(金壬順, 1612 ~ ?) - 이석망(李碩望)의 첩
      - 서4녀 : 김오순(金午順, 1618 ~ ?)
      - 사위 : 창녕 성씨 성후룡(成後龍)
        - 서외손자 : 성완(成琬, 1639 ~ ?)
        - 서외손자 : 성경(成璟, 1641 ~ ?)

좌의정 청음 김상헌, 장단부사 김상관, 경주부윤 청백리 김상복(金尙宓)의 형이며, 효종비 인선왕후의 외조부이다.
광해군의 비 문성군부인의 이종 사촌로, 광해군과 가까운 외척이었지만 광해군 폐출 후 김상용과 후손들은 불이익을 당하지는 않았다.

## 관련 문화재
- 김상용 순절비 - 인천광역시 기념물 제35호

## 같이 보기
- 병자호란
- 정묘호란
- 송시열
- 윤선거

## 참고 문헌
- 이 문서에는 다음커뮤니케이션(현 카카오)에서 GFDL 또는 CC-SA 라이선스로 배포한 글로벌 세계대백과사전의 내용을 기초로 작성된 글이 포함되어 있습니다.